# Валериј Козлов
Валериј Васиљевич Козлов (Рјазањска област, 1. јануар 1950) је руски инжењер машинства, академик и инострани члан састава Српске академије наука и уметности од 1. новембра 2012.

## Биографија
Завршио је основне студије на Механичко-математичком факултету Московског државног универзитета Ломоносов 1972, магистратуру са дисертацијом кандидата физичко-механичких наука 1974. и докторат 1978. године. Радио је као заменик декана на Механичко-математичком факултету Московског државног универзитета Ломоносов 1980—1987, као редовни професор од 1983. и као проректор 1989—1998, као заменик министра просвете Руске Федерације 1997—2001, као руководилац Одељења математичких метода механике и статистичке физике Математичког института Стеклов Руске академије наука од 2003. и као директор од 2004. године. Главни је уредник Regular and Chaotic Dynamics, Russian nonlinear dynamics, Russian Journal of  Mathematical Physics и Известия РАН ‒ серия математическая, заменик је главног уредника Вестник МГУ, уредник је Математические заметки и Доклады Академии наук. Дописни је члан Руске академије наука од 1997, редовни члан од 2000. и потпредседник од 2001. и инострани је члан Српске академије наука и уметности од 1. новембра 2012. Добитник је награде Лењинског комсомола 1977, Ломоносове награде првог степена 1986, награде „Сергеј Чаплигин” Руске академије наука 1988, државне награде Руске Федерације 1994, награде „С. В. Ковалске” Руске академије наука 2000, златне медаље „Анри Поенкаре” Међународне асоцијације нелинеарних аналитичара 2004, златне медаље „Леонард Ојлер” Руске академије наука 2007, награде „К. Агостинели” Торинске академије наука 2009. и награде „Тријумф” 2010. године.